# Schrei nach Liebe
Schrei nach Liebe ist ein Lied der Berliner Punkrock-Band Die Ärzte, das sich gegen Neonazis richtet und erstmals 1993 als erste Single der Band nach ihrer Wiedervereinigung veröffentlicht wurde.

## Lied

### Besetzung
- Gitarre, Leadgesang: Farin Urlaub
- Bass, Gesang: Rodrigo González
- Schlagzeug, Leadgesang: Bela B.

### Inhalt
In den Strophen des Liedes wird in personaler Erzählweise ein fiktiver Rechtsextremist beschimpft (Textauszug: „Du bist wirklich saudumm […]. Alles muss man dir erklären, weil du wirklich gar nichts weißt …“), während im Refrain scheinbares Verständnis mit ihm zum Ausdruck kommt (Textauszug: „Deine Gewalt ist nur ein stummer Schrei nach Liebe […]. Und deine Eltern hatten niemals für dich Zeit“). Die Mitleidsbekundungen und das scheinbare Verständnis werden am Ende des Refrains aber mit dem Ausruf „Arschloch!“ konterkariert.
Der Text enthält keinen Bezug zu konkreten Gewalttaten oder Vorkommnissen und ist so allgemein gehalten, dass das Lied weiterhin als aktuell wahrgenommen wird: Es gilt auch mehr als 30 Jahre nach der Erstveröffentlichung als eines der bekanntesten Lieder gegen Rechtsextremismus.
Text und Musik des Liedes stammen aus einer Gemeinschaftsarbeit von Farin Urlaub und Bela B., wobei die Strophen überwiegend von Bela B. stammen, der Refrain jedoch von Farin Urlaub. Die Idee mit dem Ausruf „Arschloch!“ stammt ebenfalls von Bela B. Auf der Aufnahme des Liedes singen die Komponisten jeweils die Textteile des anderen.

### Musik
Das Lied wird durch ein eingängig melodisches Leadgitarren-Riff geprägt, im Refrain werden zur Untermalung des Textes Streichinstrumente eingesetzt. Als einminütiges Outro ist am Ende nur noch eine Akustikgitarre zu hören, zu der die Melodie des Refrains gepfiffen wird.

## Musikvideo
Für das Lied wurde unter der Regie von Detlev Buck ein Musikvideo gedreht. In diesem werden Die Ärzte gezeigt, wie sie Personen helfen, die von drei Rechtsextremisten in einer Kirche bedroht werden. 
Am Anfang sieht man drei grimmig blickende Männer mit einer Kettensäge, einer Axt und einer Kette auf eine Kirche zugehen, in dessen Tür zwei junge Mädchen stehen, die eine ist dunkelhäutig und die andere schielt. Die Mädchen rennen hinein und die Männer gehen hinterher. In der Kirche finden sie sowohl die Kinder als auch zwei Frauen in Nonnenkleidung und einen Mann (Rodrigo González). 
Dann steigen Farin Urlaub und Bela B. aus zwei Särgen und richten das Lied direkt an die Männer. Schockiert von dem was sie hören, bricht ihre harte Schale. Am Ende des Musikvideos ist zu sehen, wie die Mädchen einem der Neonazis die Kampfbemalung aus dem Gesicht wischen, wodurch ein viel freundlicher aussehendes Gesicht zum Vorschein kommt.

## Bedeutung für die Band
Schrei nach Liebe war das erste Lied, das Die Ärzte nach ihrer fünfjährigen Pause und einer Neugründung veröffentlichten. Gleichzeitig war es auch das erste Stück der Gruppe, in dem sie sich öffentlich politisch positionierte. Zwar ist auch vorher weitgehend unstrittig gewesen, dass Die Ärzte eher linke Positionen vertreten; dies fand vor ihrer vorläufigen Auflösung 1988 in ihren Liedern jedoch keinen Niederschlag, da sie bewusst auf politische Aussagen verzichteten und den Spaßfaktor ihrer Musik in den Vordergrund stellten, um sich vom Politpunk abzugrenzen.
Die Ärzte hatten in ihren Anfangsjahren ein (bis 2018 unveröffentlichtes) Lied mit dem Titel Eva Braun in ihrem Repertoire, dessen ironischen Umgang mit der Hitler-Geliebten die wenigen Rechtsradikalen unter den Fans ignorierten. Gerade um jegliche Missverständnisse ihrer politischen Gesinnung zu vermeiden, schrieben Die Ärzte Schrei nach Liebe.
Zum Zeitpunkt der Veröffentlichung im September 1993 war die Thematik des Rechtsradikalismus aufgrund gewaltsamer Übergriffe auf Ausländer (so beispielsweise in Rostock, Solingen oder Mölln) gerade besonders aktuell.

„Nach Hoyerswerda […] konnten wir halt nicht mehr die Schnauze halten.“

Um sich vom so genannten Politrock abzugrenzen, schrieben sie Schrei nach Liebe zwar als ironisches, aber auch ernstzunehmendes Lied. Nach dem Willen der Schallplattenfirma Metronome sollte das Stück ursprünglich nicht die erste Single nach der Neugründung der Band werden, sondern Mach die Augen zu, da dieses Lied kommerziell besser zu vermarkten gewesen sei. Die Band drängte jedoch darauf, Schrei nach Liebe als erste Single veröffentlichen zu wollen, da ihr die politische Aussage wichtiger erschien als der kommerzielle Erfolg.

## Boykott und Erfolg
Weil in dem Lied mehrfach „Arschloch!“ gerufen wird, wurde es zunächst von zahlreichen Radiosendern nicht gespielt. Lidia Antonini, eine Radioredakteurin beim Hessischen Rundfunk, hatte an dem Lied Gefallen gefunden und verfasste ein Schreiben an andere Redakteure mit der Aufforderung, das Lied im Radio zu spielen, obwohl es aufgrund der „Arschloch!“-Ausrufe unter dem Niveau der Sender läge.
Entgegen den Erwartungen der Band und der Plattenfirma erhielt das Lied daraufhin sehr viel Airplay. Für die Gruppe war das Lied bis zum damaligen Zeitpunkt die erfolgreichste Single. Von ihrem Hit Westerland aus dem Jahr 1988 hatte die Band 40.000 Singles verkaufen können, Schrei nach Liebe verkaufte sich innerhalb kurzer Zeit 450.000 Mal. Die Single erreichte Platz neun der deutschen Singlecharts.
2015 erreichte das Lied bei einer Abstimmung der Hörer des Radiosenders 1 Live des WDR-Hörfunks anlässlich des 20-jährigen Senderjubiläums Platz eins.

### „Aktion Arschloch“
Ende August 2015 rief Gerhard Torges die Social-Media-Bewegung „Aktion Arschloch“ ins Leben. Der Musiklehrer wollte damit so viele Menschen wie möglich gegen die rassistischen Ausschreitungen gegen Flüchtlinge im Sommer 2015 und für Toleranz sensibilisieren. Sein Ziel war es, das Lied Schrei nach Liebe in Anlehnung an die Ausschreitungen von 1993 wieder in die Charts zu befördern. Der Aufruf empfahl dazu neben dem Kauf der Single auf CD oder als MP3 auch wiederholtes Anschauen des Musikvideos auf Videoplattformen, positive Bewertung bei Onlineshops und das Verbreiten der Aktion auf diversen Social-Media-Plattformen.
Die Ärzte gaben daraufhin auf ihrer Website bekannt, dass sie die Aktion unterstützen und sämtliche Einnahmen durch die Aktion (auch die GEMA-Einnahmen durch Airplays) an Pro Asyl spenden werden. Tatsächlich schaffte das Lied es auf Anhieb wieder auf Platz 12 der deutschen Singlecharts. In der darauffolgenden Woche, am 11. September 2015, erreichte das Lied zum ersten Mal in seiner 22-jährigen Geschichte Platz 1 der Charts. Besonders als Download war es erfolgreich: Bereits am vierten Tag nach Beginn der Aktion war es das meistgeladene Lied des Tages mit mehr abgesetzten Exemplaren als Platz 2 bis 7 zusammen.
In Österreich stieg das Lied ebenfalls bis auf Platz 1 (1993 Platz 6), in der Schweiz konnte es sich erstmals in den Charts platzieren und erreichte den 2. Platz.

## Kontroverse mit den angegriffenen Bands
Die letzte Zeile der zweiten Strophe lautet „zwischen Störkraft und den Onkelz steht ’ne Kuschelrock-LP“. Diese war als Seitenhieb auf die Bands Störkraft und Böhse Onkelz zu verstehen; während erstere eindeutig dem Rechtsrock zuzuordnen war, hatten sich letztere Mitte der achtziger Jahre davon distanziert, waren aber weiterhin scharfer Kritik ausgesetzt, da ihnen vorgeworfen wurde, noch immer bewusst ein rechtes Publikum anzusprechen.
Farin Urlaub, von dem diese Zeile stammt und der sie auch singt, änderte bei den Auftritten der Band die Zeile Ende der 1990er Jahre in „zwischen Störkraft und den ander’n steht ne Kuschelrock-LP“. Zu hören ist sie in dieser Version auch auf dem Unplugged-Ärzte-Album Rock ’n’ Roll Realschule. Diese kleine Veränderung des Textes führte dazu, dass Fans der Böhsen Onkelz annahmen, Farin Urlaub sehe die Band, da er sie nicht mehr in einem Atemzug mit der rechtsradikalen Band Störkraft nennt, nicht mehr als Vertreter der rechtsradikalen Musik an. Farin Urlaub verfolgte jedoch mit dieser Veränderung die Intention, rechtsradikale Bands nicht nur auf Störkraft und die Böhsen Onkelz zu beschränken, sondern eben auch auf „die anderen“ auszuweiten. Da die Textänderung teilweise missverstanden wurde, entschloss sich Urlaub, fortan wieder die ursprüngliche Textversion zu singen.

„Wir haben daraufhin tatsächlich begeisterte E-Mails von Onkelz-Fans gekriegt, mit dem Tenor ‚Endlich habt ihr’s verstanden!‘ Was ich eigentlich meinte, war viel härter: ‚Störkraft und die anderen‘ – das ist für mich noch viel deutlicher, dass die Onkelz ’ne Naziband sind. Wir singen jetzt auch wieder ‚Onkelz‘ für die ganzen Stumpfen. Ich weiche da keinen Deut von ab. Ich mag die nicht, nach wie vor.“

Im Zuge dieser Auseinandersetzung veröffentlichten die Onkelz 1996 auf dem Album E.I.N.S. das Lied Ihr sollt den Tag nicht vor dem Abend loben, in dem sie bewusst Die Ärzte ansprechen:

„Schöne Grüße nach Düsseldorf und Berlin […]
Opium fürs Volk, Scheiße für die Massen, ja ihr habt es geschafft, ich beginne euch zu hassen!“

Eine weitere Abwandlung lautet „Zwischen Frei.Wild und den Onkelz steht ne Kuschelrock-LP“, da die Band Frei.Wild ebenfalls für ihre teils nationalistischen und völkischen Texte kritisiert wird (siehe dort im Abschnitt Kontroversen und politische Einordnung).

## Veröffentlichungen

### Eigene Tonträger
Schrei nach Liebe erschien auf folgenden Die-Ärzte-Tonträgern:
- 1993: Schrei nach Liebe (Single)
- 1993: Die Bestie in Menschengestalt (Album)
- 1994: Das Beste von kurz nach früher bis jetze (Best-of-Album)
- 1999: Wir wollen nur deine Seele (Live-Album)
- 2000: Killer (Musikvideo/Kompilations-DVD)
- 2002: Rock ’n’ Roll Realschule (Unplugged-Album)
- 2004: Die Band, die sie Pferd nannten (Live-DVD)
- 2006: Bäst of (Best-of-Album)
- 2013: Die Nacht der Dämonen (Live-CD/-DVD/-Blu-Ray)

### Cover-Versionen
- Im August 2000 sangen The Dome Allstars im Rahmen der Kampagne The Dome gegen Rechts eine Interpretation des Songs.[19]
- Der belgische Mädchenchor Scala & Kolacny Brothers veröffentlichte 2003 eine Chorversion von Schrei nach Liebe.
- Die deutsche Rap-Formation DNP (Das neue Prekariat) coverte den Song auf ihrem Album HIV EP.
- Das Intro des 2006 erschienenen Albums Böhse Enkelz der Berliner Hip-Hop-Formation K.I.Z verwendet im Refrain die Melodie von Schrei nach Liebe. Statt Arschloch wird hier Hurensohn gesungen. Ein Abschnitt aus dem Outro des Originals wird ebenfalls verwendet.
- Im Jahr 2009 coverte der deutsche Rapper Fler den Song, bei dem er den Refrain änderte und selbst sang. Flers Version stellt einen Disstrack gegen den Rapper Kollegah dar.
- Im Oktober 2009 verhinderten Die Ärzte erfolgreich die Veröffentlichung einer Coverversion der Popsängerin LaFee, die ihre Version auf einer Best-of-Kompilation und als eigenständige Single veröffentlichen wollte.[20]
- Die Band The Chainsaw Hollies verfasste unter dem Titel Cry for Love eine englische Version des Liedes.
- Im Mai 2012 erschien auf dem Jubiläumsalbum Die Geister, die wir riefen der Band Die Toten Hosen eine Coverversion von Schrei nach Liebe.
- Von der deutschen Metalcore-Band Callejon existiert ebenfalls eine Coverversion dieses Liedes, die auf dem im Januar 2013 erschienenen Album Man spricht Deutsch enthalten ist. Bela B. wirkte bei den Aufnahmen als Gast mit.[21]
- im Jahr 2018 veröffentlichten das österreichische DJ-Team Harris & Ford ein Hardstyle Remix.[22]
- Die Tiroler Deutschrock-Band Frei.Wild coverte das Lied auf ihrem 2019 veröffentlichten Album Unsere Lieblingslieder.
- 2021 spielte die Band Saltatio Mortis ein Streamingkonzert, in dem sie das Lied in ihren Song Besorgter Bürger einbauten. Das Lied Besorgter Bürger / Schrei nach Liebe erschien als Single und als Musikvideo.[23]